# Arctosa berlandi
Arctosa berlandi är en spindelart som först beskrevs av Lodovico di Caporiacco 1949.  Arctosa berlandi ingår i släktet Arctosa och familjen vargspindlar. Inga underarter finns listade i Catalogue of Life.